# Koszan
Koszan (hangul: 고산군, Koszan-kun, handzsa: 高山郡, RR: Kosan-kun) megye Észak-Koreában, Kangvon (Kangwŏn) tartományban. 1952-ben hozták létre Anbjon (Anbyŏn) megye külterületeiből és emelték megyei rangra.

## Földrajza
Északról és keletről Anbjon (Anbyŏn), délről Szepho (Sep'o) és Höjang (Hoeyang), nyugatról Poptong (Pŏptong) határolja.
Legmagasabb pontja az 1528 méter magas Cshueszan (추애산; 楸愛山, Ch'uaesan).

## Közigazgatása
1 községből (up (ŭp)), 24 faluból (ri (ri)) áll:
| - Koszan-up (고산읍; 高山邑, Kosan-ŭp) - Kvangmjong-ri (광명리; 光明里, Kwangmyŏng-ri) - Kurjong-ri (구령리; 九嶺里, Kuryŏng-ri) - Kuup-ri (구읍리; 舊邑里, Kuŭp-ri) - Kum-ri (금리; 錦里, Kŭm-ri) - Kumcshon-ri (금천리; 琴川里, Kŭmch'ŏn-ri) - Kumphung-ri (금풍리; 錦豊里, Kŭmp'ung-ri) - Namszan-ri (남산리; 南山里, Namsan-ri) - Randzsong-ri (란정리; 蘭庭里, Ranjŏng-ri) - Rjangsza-ri (량사리; 兩寺里, Ryangsa-ri) - Rjongdzsivon-ri (룡지원리; 龍池院里, Ryongjiwŏn-ri) - Pongnjon-ri (봉련리; 峯蓮里, Pongryŏn-ri) | - Puphjong-ri (부평리; 富坪里, Pup'yŏng-ri) - Szahjon-ri (사현리; 沙峴里, Sahyŏn-ri) - Szanjang-ri (산양리; 山陽里, Sanyang-ri) - Szanthan-ri (산탄리; 山炭里, Sant'an-ri) - Szolbong-ri (설봉리; 雪峯里, Sŏlbong-ri) - Szongbuk-ri (성북리; 城北里, Sŏngbuk-ri) - Sinhjon-ri (신현리; 新峴里, Sinhyŏn-ri) - Jonho-ri (연호리; 演湖里, Yŏnho-ri) - Ünam-ri (위남리; 衛南里, Winam-ri) - Csucshon-ri (주천리; 舟川里, Chuch'ŏn-ri) - Csukkun-ri (죽근리; 竹根里, Chukkŭn-ri) - Hebang-ri (해방리; 解放里, Haebang-ri) - Hjokcshang-ri (혁창리; 革昌里, Hyŏkch'ang-ri) |

## Gazdaság
Koszan (Kosan) megye gazdasága bányászatra, textiliparra és vegyiparra épül.

## Oktatás
Koszan (Kosan) megye egy gépészeti, egy mezőgazdasági és egy fizikai főiskolának, 25 általános és 15 középiskolának ad otthont.

## Egészségügy
A megye számos egészségügyi intézménnyel rendelkezik, köztük 1 megyei és kb. 30 helyi kórházzal.

## Közlekedés
A megye közutakon a szomszédos helységek felől közelíthető meg. A megye vasúti kapcsolattal rendelkezik, a Kangvon (Kangwŏn) vonal része.